# X-23 (航空機)

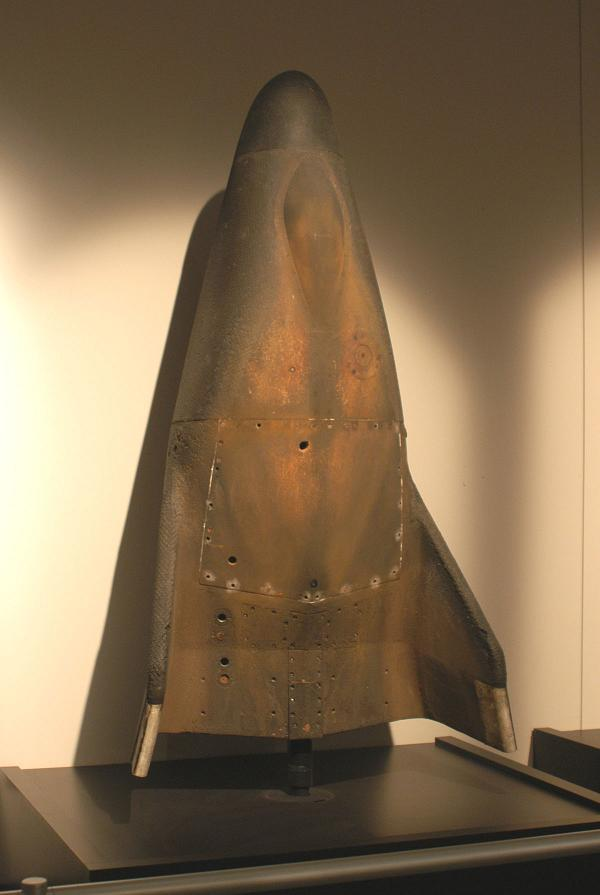
X-23

X-23はアメリカ空軍が試験していた大気圏再突入用のリフティングボディ試験機。無人試験機であり、1966年12月21日に初打ち上げされた。

## 概要
リフティングボディ形状の宇宙船開発のために製造された機体である。1964年から計画が開始され、マーチン社が製造担当となった。社内名称はSV-5DおよびPRIME (precision recovery including maneuvering entry)と呼ばれた。
機体後部にフラップおよび垂直尾翼を有するリフティングボディ機であり、主動力は有していない。耐熱仕様のため、チタン、ベリリウム、ステンレス、アルミ合金などでできており、先端部に炭素繊維が使われた。窒素ガスを用いた姿勢制御システム(RCS)を持ち、これにより大気圏外姿勢制御を行う。
アトラスSLV-3ロケットにより打ち上げを行い、大気圏再突入後は舵翼を用いて姿勢を制御、マッハ2程度まで減速されたらバリュートを展開しさらに減速する。最終的にパラシュートを展開し、JC-130Bにより空中回収される。4機の製造が計画された。
1号機は1966年12月21日にヴァンデンバーグ空軍基地SLC-3Eより打ち上げられたが、パラシュートが開かず太平洋に墜落した。2号機は1967年3月5日に打ち上げ、これもパラシュートの不調により太平洋に墜落した。3号機は1967年4月19日に打ち上げ、これは回収に成功した。4号機の打上げはキャンセルされている。
現在、3号機は国立アメリカ空軍博物館に展示されている。

## 要目
- 全長：2.07m
- 全幅：1.16m
- 全高：0.64m
- 重量：405kg